# Велдона (Колорадо)
Велдона (англ. Weldona) — переписна місцевість (CDP) в США, в окрузі Морган штату Колорадо. Населення — 113 особи (2020).

## Географія
Велдона розташована за координатами 40°20′54″ пн. ш. 103°58′10″ зх. д. / 40.34833° пн. ш. 103.96944° зх. д. (40.348408, -103.969365).  За даними Бюро перепису населення США в 2010 році переписна місцевість мала площу 0,41 км², уся площа — суходіл.

## Демографія
Згідно з переписом 2010 року, у переписній місцевості мешкало 139 осіб у 55 домогосподарствах у складі 43 родин. Густота населення становила 342 особи/км².  Було 66 помешкань (163/км²).
Расовий склад населення:
| - 88,5 % — білих - 8,6 % — осіб інших рас |

До двох чи більше рас належало 2,9 %. Частка іспаномовних становила 24,5 % від усіх жителів.
За віковим діапазоном населення розподілялося таким чином: 24,5 % — особи молодші 18 років, 66,1 % — особи у віці 18—64 років, 9,4 % — особи у віці 65 років та старші. Медіана віку мешканця становила 38,2 року. На 100 осіб жіночої статі у переписній місцевості припадало 120,6 чоловіків;  на 100 жінок у віці від 18 років та старших — 133,3 чоловіків також старших 18 років.
Середній дохід на одне домашнє господарство  становив 55 967 доларів США (медіана — 47 500), а середній дохід на одну сім'ю — 76 596 доларів (медіана — 65 833). За межею бідності перебувало 7,7 % осіб, у тому числі 0,0 % дітей у віці до 18 років та 0,0 % осіб у віці 65 років та старших.
Цивільне працевлаштоване населення становило 54 особи. Основні галузі зайнятості: освіта, охорона здоров'я та соціальна допомога — 42,6 %, роздрібна торгівля — 16,7 %, виробництво — 14,8 %.